# Ackermannviridae
Famille
Les Ackermannviridae sont une famille de virus à ADN de l'ordre des Caudovirales. Ses hôtes naturels sont des bactéries Gammaproteobacteria du groupe des Proteobacteria. Elle contient actuellement deux sous-familles, quatre genres et vingt-et-une espèces.

## Taxonomie
La famille des Ackermannviridae contient les taxons suivants (les sous-familles se terminent par -virinae et les genres par -virus) :
- Aglimvirinae
  - Agtrevirus
  - Limestonevirus
- Cvivirinae
  - Kuttervirus

Incertae sedis (place indéfinie dans la classification) :
- Genre : Taipeivirus
- Espèce : Erwinia virus Ea2809
- Espèce : Serratia virus MAM1